# 第10機械化歩兵旅団
第10「グスマン・エル・ブエノ」機械化歩兵旅団（だい10きかいかほへいりょだん、スペイン語：Brigada de Infantería Mecanizada "Guzmán el Bueno" X、略称：BRIMZ X）は、スペイン陸軍の旅団の一つ。旅団司令部はコルドバ県の県都コルドバと隣接自治体のオベッホにまたがるセロ・ムリアーノ地区（Cerro Muriano）に所在しており、旅団の称号はメディナ＝シドニア公の始祖でサンルーカル荘園の初代領主であったグスマン・エル・ブエノ（es:Guzmán el Bueno）に由来する。

## 概要
スペイン陸軍内で編成されている3個ある機甲旅団の一つで、レオパルト2A4戦車などを装備している。
旅団は1965年7月10日の中央参謀本部令165/42に基づき第21「グスマン・エル・ブエノ」機械化師団隷下の第21機械化歩兵旅団として編成されバダホスに司令部を置いた。1984年にセロ・ムリアノに移駐し、翌1985年にはメタ計画10/85令に基づき第21「コルドバ」機械化歩兵旅団に改編される。
1995年にノルテ計画を根拠に（参謀本部令7/95）第10機械化歩兵旅団に改編される。旅団称号については「エル・ブエノ」が候補に挙がる。これは、エル・ブエノがアルフォンソ10世「エル・サビオ」の息子サンチョ4世治世下の1293年にタリファを廻る戦いで勲功を上げたことに記念して第10旅団の称号に選ばれる。1996年10月1日に第1「ブルネテ」師団隷下の旅団としてグスマン・エル・ブエノの称号を継承する。
1995年10月1日にスペイン陸軍としては欧州合同軍に拠出分担される最初の主要部隊となる。
旅団は1994年の欧州合同軍演習ペガサス94（PEGASUS-94）以来、様々な国際演習や国連活動などに参加している。
1994年4月から10月にかけて国際連合保護軍（UNPROFOR）の一部としてコルドバ群を編組し約2,400人の輸送隊を派遣して、約97,000トンの援助物資を配給した。他に停戦合意後は2個監視隊がモスタルで任務に就く。1998年4月から8月にかけて第2機械化歩兵連隊と第10機械化歩兵連隊を基幹にSPABRI「コルドバ」VIIを編組し北大西洋条約機構（NATO）指揮下で平和安定化部隊（SFOR）の一部としてホセ・アルノルド・メディアビラ・ニエト陸軍少将（José Arnoldo Mediavilla Nieto）を長にボスニア・ヘルツェゴビナに派遣され、合計1046人が任務に参加している。2000年、第2機械化歩兵連隊を基幹に合計800人から成るPAGT「コルドバ」 XIIIを編組し、フェルナンド・カノ・ベラスコ陸軍少将（Fernando Cano Velasco）を長にデイトン合意に基づく停戦監視任務に出動する。ここでは対象地域における自由の確保、人権と難民保護や民兵の武器回収に従事していた。2001年12月から2002年5月にかけては第2機械化歩兵連隊を基幹にSPAGT XVIIを編組し、フランシスコ・アルマダ・デ・サリア陸軍少将を長に計800人がSFORに派遣される。
また、1999年6月にはKSPAGT IXを編組し、マキシモ・バルベロ・チェカ陸軍少将（Máximo Barbero Checa）を長にコソボ治安維持部隊（KFOR）の一部として参加する。同年9月から2003年3月まで第2機械化歩兵連隊を基幹に「チソナ（剣）」戦術グループを編組している。2005年8月から2006年2月まで第10機械化歩兵連隊を基幹にKSPAGT「コルドバ」XIVが編組され、カシミーロ・ホセ・サンフアン・マルティネス陸軍少将（Casimiro José Sanjuan Martínez）を長に計522人がコソボに派遣される。2007年6月13日から同年12月17日まで第2機械化歩兵連隊を基幹にKSPFOR「コルドバ」XVIIIが編組され、ホセ・フェデリコ・フェルナンデス・デル・バリオ陸軍少将（José Federico Fernández del Barrio）を長に計487人がコソボのイストク（Istok）に派遣される。
2009年8月15日から同年12月15日までリブレ・イダルゴIXを編組し、インド、インドネシア、マレーシア、ネパール、ポーランド、中国およびエルサルバドル軍と共にリブレ・イダルゴ多国籍旅団を編成しレバノン南部に展開する。

## 編制
- 旅団司令部および司令部大隊　在コルドバ県セロ・ムリアーノ
- 第2機械化歩兵連隊「ラ・レイナ」在コルドバ県セロ・ムリアーノ
  - 第2機械化歩兵連隊第1大隊
- 第10機械化歩兵連隊「コルドバ」　在コルドバ県セロ・ムリアーノ
  - 第10機械化歩兵連隊第2大隊「アルマンサ」
  - 第10機械化歩兵連隊第3大隊「マラガ」
- 第10ATP砲兵群　在コルドバ県セロ・ムリアーノ
- 第10後方支援群　在コルドバ県セロ・ムリアーノ
- 第10機械化工兵大隊
- 第10機械化通信中隊